# Баццани, Джузеппе
Джузеппе Баццани (итал. Giuseppe Bazzani; 23 сентября 1690, Мантуя — 17 августа 1769, Мантуя) — итальянский живописец эпохи рококо.

## Биография
Джузеппе родился в Мантуе в семье ювелира Джованни Баццани, рано поступил в ученики к художнику Джованни Канти (1653—1715) из Пармы. Большую часть жизни провёл в Мантуе.
Баццани писал алтарные картины для многих церквей Мантуи. На него оказали влияние такие художники прошлого, как Франческо Маффеи и Рубенс, у которых он усвоил урок экспрессивного письма и использования интенсивных цветов.
На более позднем этапе своего творчества он сблизился как с манерой Доменико Фетти, с которым разделял стремление к игре света и тени, так и с живописцами венецианской школы и стилем Паоло Веронезе, о чём свидетельствуют его картины «Свадьба в Кане», «Благовещение», «Поклонение волхвов» и «Отдых в Египте». При создании картин и фресок он часто сотрудничал с Франческо Мария Райнери, также учеником Канти.
В поздних произведениях художника доминирует эстетика рококо с возвращением к яркости светлых тонов. Его алтарная картина «Видение Святого Ромуальда», изначально написанная для церкви Сан-Марко, но теперь находящаяся в Епархиальном музее Мантуи, сочетает в себе мистику и светлый колорит с ясными линиями. Историк искусства Карло Д’Арко писал о творчестве Баццани, что большая часть его произведений выглядит «как несовершенные наброски и незрелые концепции, которые тонут и содрогаются в манерных стилях».
С 1752 года он был преподавателем, а с 1758 года — директором Академии изящных искусств в Мантуе. Вероятно, у него был приёмный сын Доменико Конти Баццани (1740—1815), родившийся в Мантуе и бывший художником в Риме.

## Галерея

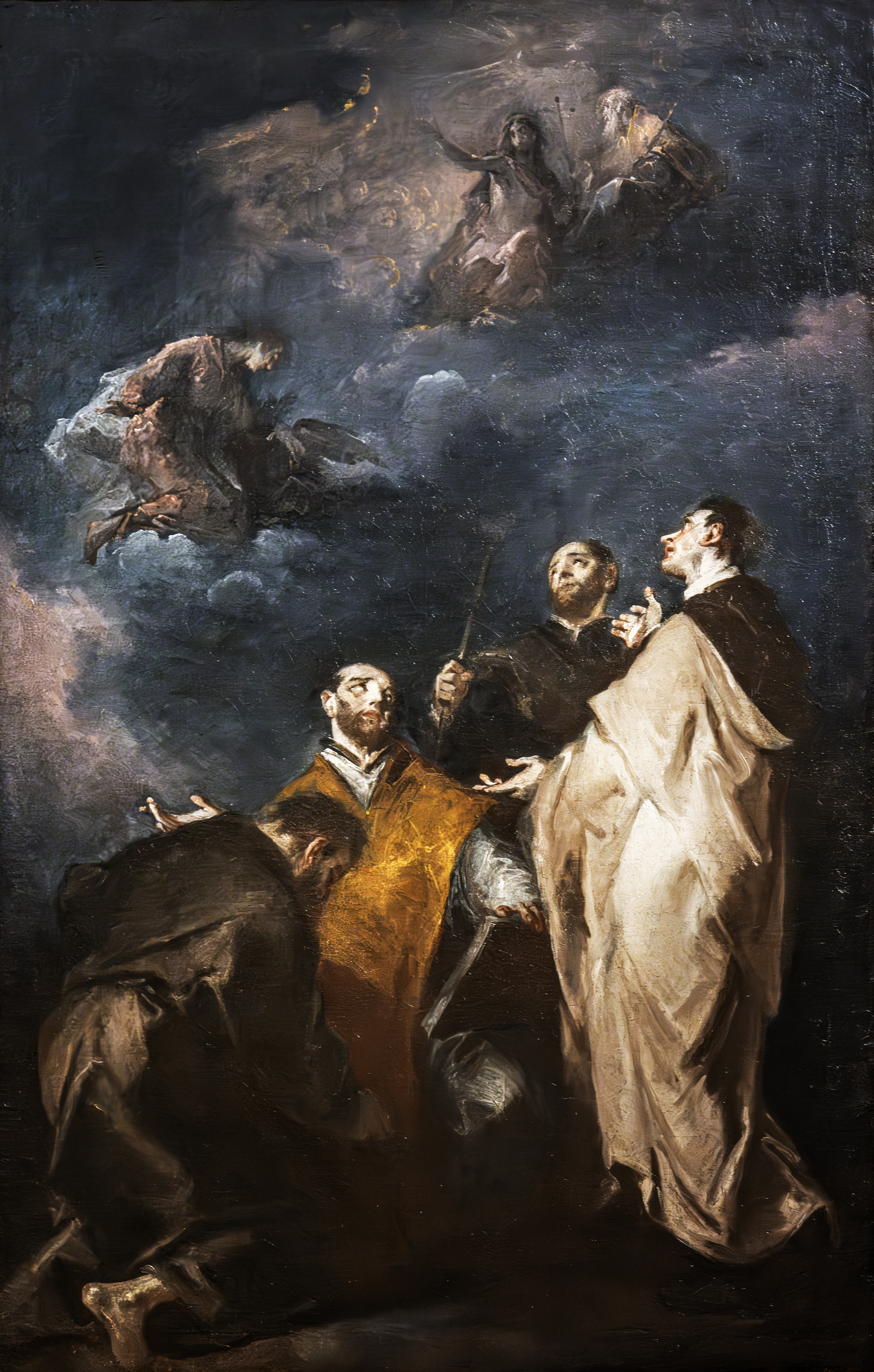
Явление Святой Троицы Иоанну Евангелисту и четырём святым. Холст, масло. Городской музей Санта-Катерина, Тревизо
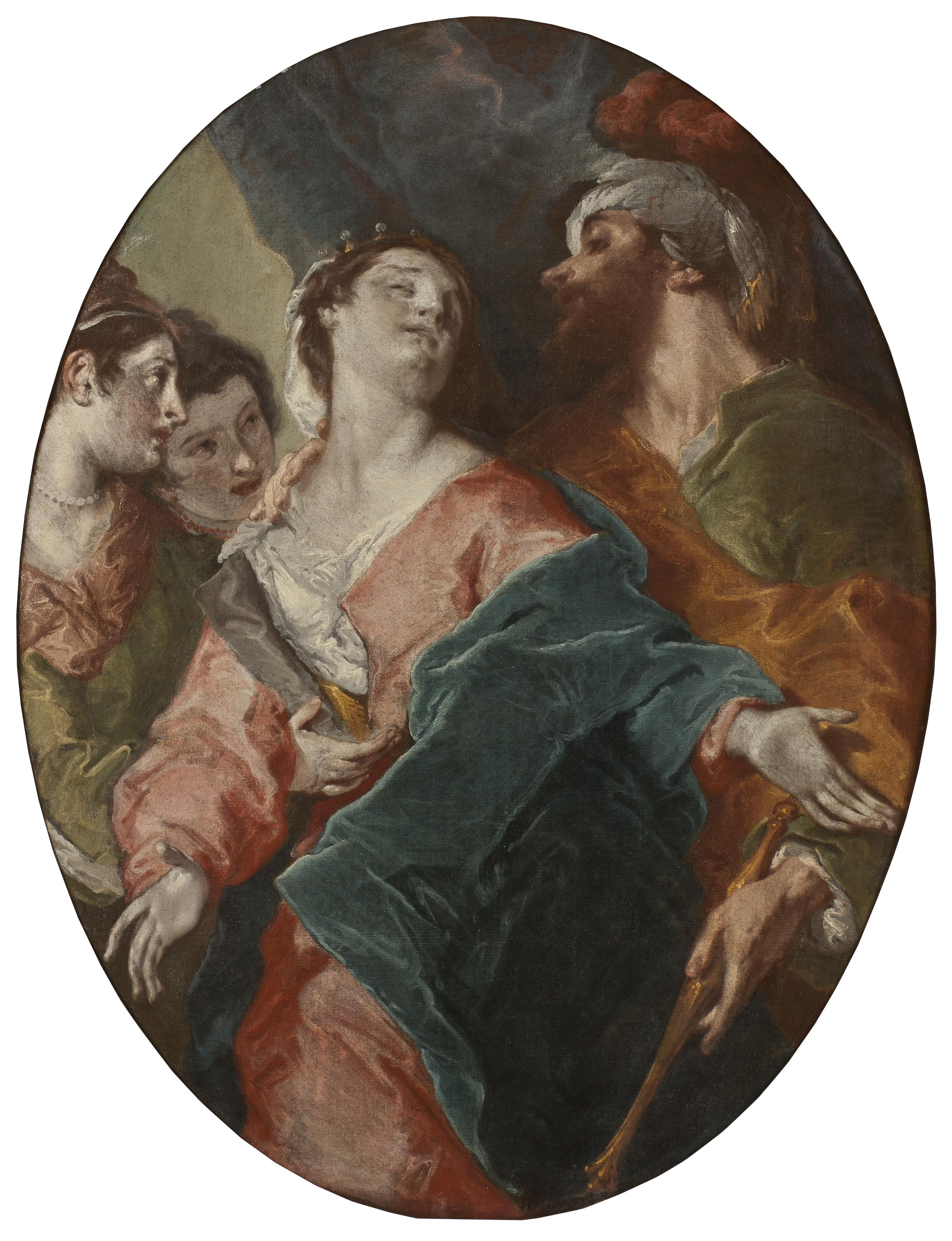
Эсфирь и Агасфер. Холст, масло. Национальный музей изобразительных искусств, Стокгольм
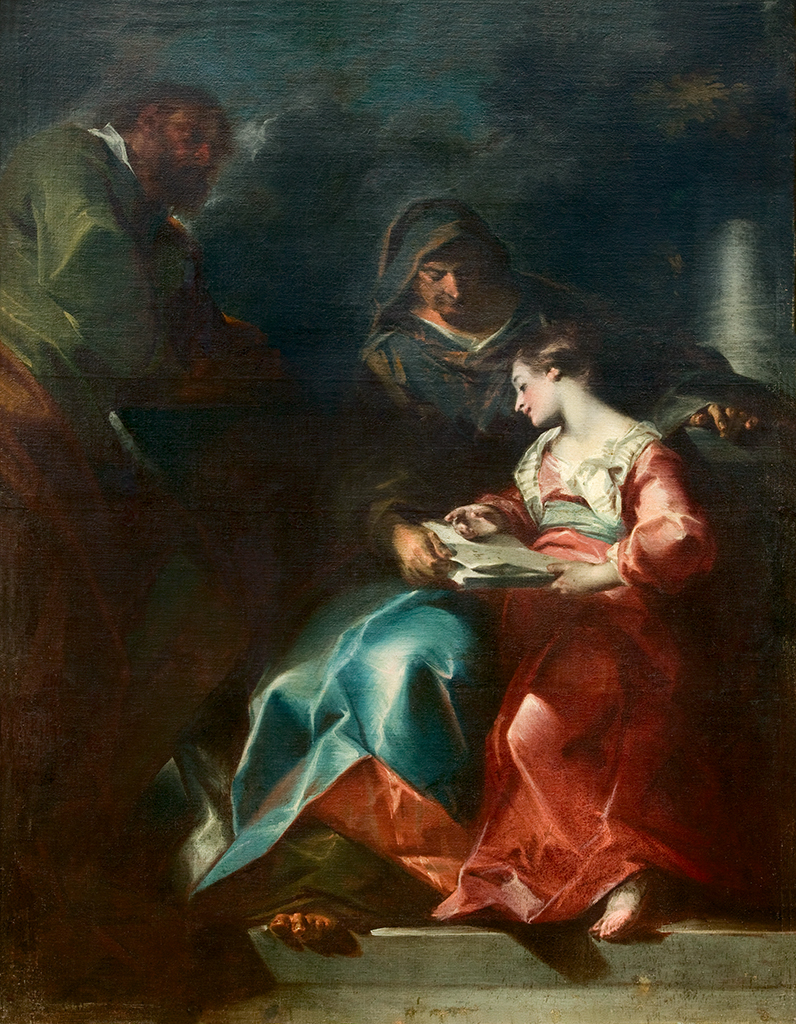
Обучение Марии. Ораторий Святой Анны (Кастель Гоффредо), Мантуя
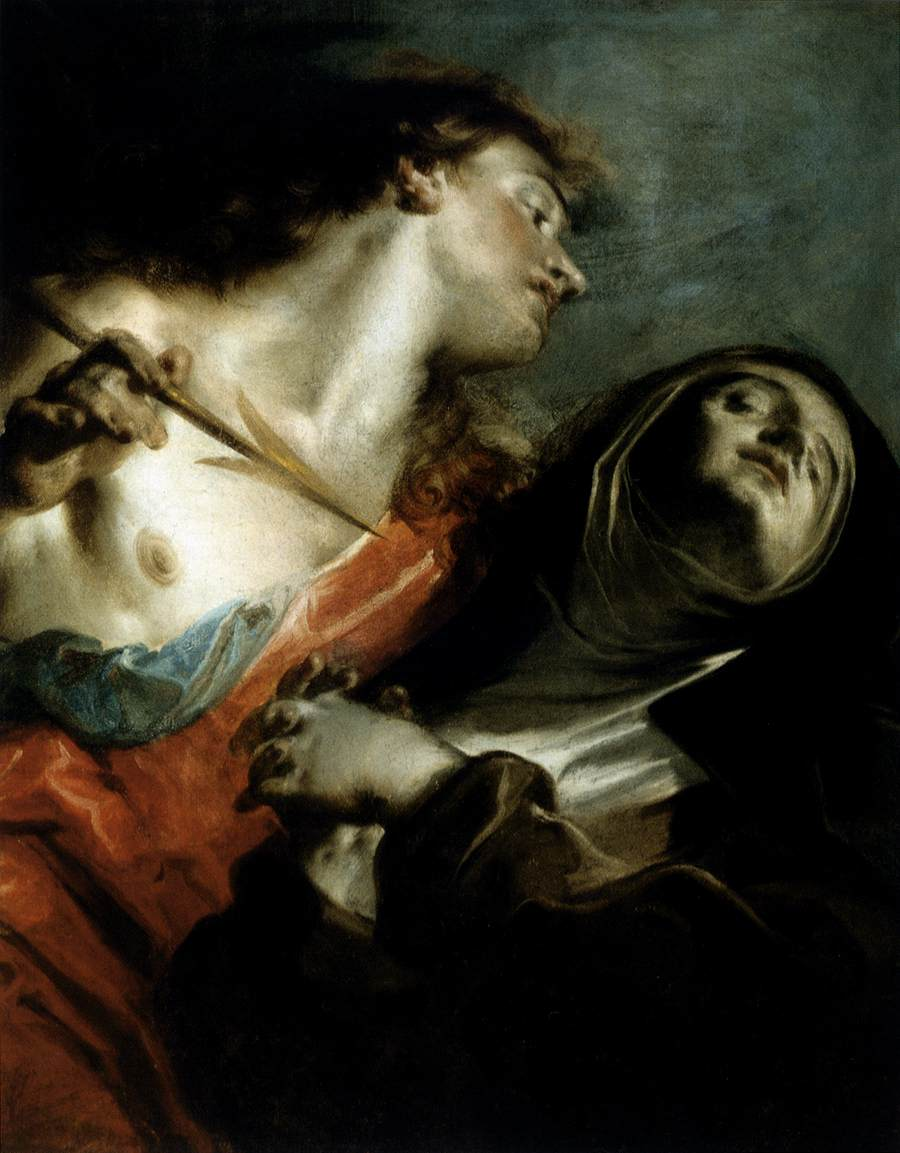
Экстаз Святой Терезы. Между 1745 и 1750. Холст, масло. Музей изобразительных искусств, Будапешт
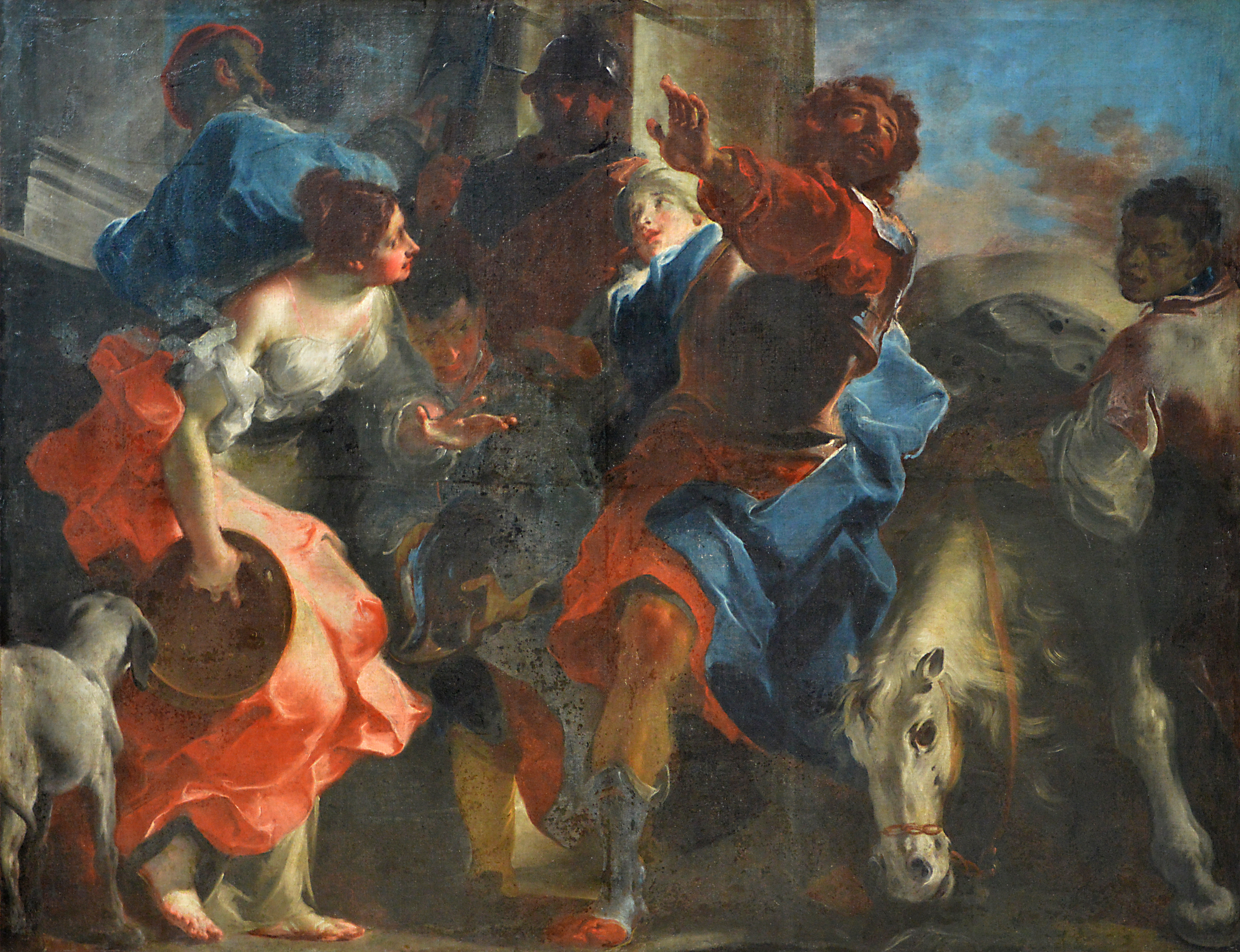
Дочь Иеффая. Холст, масло. Лувр, Париж
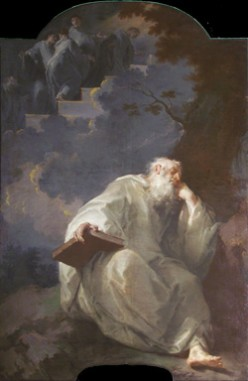
Святой Ромуальд. Ок. 1750. Холст, масло. Епархиальный музей, Мантуя